# Technoblade
亚历山大（Alexander，1999年6月1日—2022年6月），网络名称为Technoblade（/ˈtɛk.noʊˌbleɪd/ TEK-noh-blayd），是一名美国YouTuber，以制作《Minecraft》游戏视频、进行直播和参与Dream SMP而闻名。他主要发布《Minecraft》游戏实况视频，特别是在游戏服务器Hypixel上游玩的视频。Technoblade于2013年10月28日注册其YouTube主频道并开始上传视频。2019年，Technoblade因其在玩家对战（PvP）游戏中的表现而走红，2020年，他受邀加入Dream SMP《Minecraft》服务器，频道订阅用户数进一步增加。
2021年8月，Technoblade宣布他被诊断出患有癌症。北美东部时间2022年6月30日，Technoblade的YouTube频道上传了一段标题为“so long nerds”的视频，视频中他的父亲宣布Technoblade已死于癌症，这引起了《Minecraft》和YouTube社区的广泛反响，《Minecraft》官方也在Twitter（现X）上发文表示哀悼。讣告公开时，他的YouTube频道已经达到1080万订阅者。

## 互联网生涯

Technoblade的YouTube头像

Technoblade于2013年10月28日注册其YouTube主频道并开始上传视频。他主要发布《Minecraft》游戏实况视频，特别是在游戏服务器Hypixel上游玩的视频。在2017年发布的一个视频中，Technoblade使用类似于赛车方向盘的控制器在困难模式下成功通关了《Minecraft》。在系列视频“土豆战争”（The Potatoes War）中，他与对手im_a_squid_kid游玩Hypixel中的小游戏SkyBlock，竞争生产最多的土豆。
2019年，Technoblade在Keemstar的“Minecraft Monday”比赛中多次获胜，击败了多位知名内容创作者，因此人气大涨。Technoblade还经常与其他YouTuber一起参加MC Championships（MCC锦标赛），两次赢得冠军。根据Dot Esports的Cale Michael的说法，Technoblade被广泛认为是优秀的《Minecraft》内容创作者之一，尤其是玩家对战（PvP）比赛方面。
Technoblade于2020年成为Dream SMP的成员，Dream SMP是由YouTuber Dream主持的《Minecraft》服务器，其中有许多知名《Minecraft》 YouTuber，他开始频繁地在服务器上录制视频和直播。Technoblade与Dream有着友好的竞争关系，他们都被普遍认为是优秀的《Minecraft》玩家。作为竞争的一部分，MrBeast举办了一系列玩家对战游戏活动，Dream和Technoblade在此争夺100,000美元的奖金，最终Technoblade获胜。
2021年8月，Technoblade透露本人罹患癌症。次月Technoblade通过慈善直播为美国肉瘤基金会筹集了30多万美元，在两小时内就完成了25万美元的目标。2022年6月，Technoblade去世。他去世时，Technoblade频道的订阅用户已达1080万。2022年8月，频道订阅用户达到到1500万。 2025年5月，频道订阅用户达到2000万。

## 现实生涯
Technoblade居住在美国加利福尼亚州旧金山。在2018年的一段视频中，他透露自己将开始上大学，主修英语。不过，在后来2019年的一段视频中，他宣布从大学辍学，全职制作《Minecraft》视频。据《爱荷华日报》后来报道，2018年到2019年间，Technoblade曾在爱荷华大学就读创意写作专业，为期一年。他还患有多动症，且是一名无神论者。
Technoblade一直回避接受现实中的采访，以维护自己和家人的隐私，尽管他偶尔会在视频中讨论自己的私生活。此前于2016年发布的一段现已删除的视频中，Technoblade和他的一位家人欺骗了他的观众，让观众们相信了他的真名为“Dave”。人们普遍认为这是他的真名，直到他去世时才通过其去世前写的一段话公布了他的真名是亚历山大（Alexander）。

## 癌症确诊与死亡
在2021年8月27日发布的一段视频中，Technoblade透露，在发现右臂疼痛和肩膀肿胀后，他被诊断出患有癌症，化疗和放疗均未取得成功。Technoblade建議观众戴上口罩并接种COVID-19疫苗，和他一樣有免疫缺陷的觀眾更應注意防護。Technoblade罹患癌症的消息公开后，Dream为他的癌症研究捐款了21,409美元，Technoblade也在2021年9月进行了慈善直播。
北美东部时间2022年6月30日晚9点29分，Technoblade的YouTube频道上传了一段标题为“so long nerds”的视频，视频中他的父亲宣布Technoblade已死于癌症。视频中Technoblade父亲读到了Technoblade在去世前8小时写的一段话，其中说未来的商品销售和视频收入将用于向美国肉瘤基金会的捐款及他的兄弟姐妹们的大学学习支出。视频以Technoblade母亲的写下的留言收尾。Technoblade原计划亲自撰写视频文案并进行拍摄，但由于健康状况日益恶化而未能如愿。
虽然Technoblade从未具体说明过自己所患的癌症类型，但他在YouTube的整个职业生涯中共为美国肉瘤基金会捐款达到了50万美元。2022年9月20日，美国肉瘤基金会在一份新闻稿中称，Technoblade在检查肩部肿块时被诊断出患有一种类型不明的第4期肉瘤（胸部扫描显示其已转移至双肺）。

### 各界反应与悼念
Technoblade讣告发出的当天晚些时候，他的讣告视频成为YouTube上最热门的视频，并且其死讯成为Twitter（现X）上的热门话题，它在趋势标签上停留了数日，并在24小时内突破了3000万次浏览。截至2022年8月底，他的讣告视频的观看次数已超过8000万次，点赞次数超过800万次，成为Technoblade频道上观看次数和点赞次数最多的视频。该视频为2022年YouTube上最热门的视频，浏览量达8700万次。
Hypixel的联合创始人西蒙·柯林斯·拉弗兰梅（Simon Collins-Laflamme）和商业巨头埃隆·马斯克（Elon Musk）在Twitter（现X）发布推文表示了哀悼。美国肉瘤基金会也在其官方网站上展示了悼词。Polygon将Technoblade称为 “《Minecraft》社区最著名的人物之一”。
在接受《纽约时报》采访时，Hypixel的首席管理员Don Pireso表示，Technoblade的家人除视频所公布的内容之外不会再发表其他评论。Don Pireso还表示，Hypixel团队在其《Minecraft》服务器上建立了一个空间，在2022年8月之前，玩家们可以使用《Minecraft》世界中的物品“书与笔”写下留言。Hypixel的首席执行官Noxy于2022年11月将22卷共377,000多条信息以及一卷粉丝自制的艺术品、一幅粉丝自制的Technoblade油画和一个Technoblade的Cosplay头饰交给了Technoblade的家人。
2022年9月28日，美国肉瘤基金会向Technoblade的家人颁发了 “SFA勇气奖”，以此表彰Technoblade“在肉瘤诊断中表现出的坚强和毅力”。2024年6月，据英国肉瘤组织的Richard Davidson的估计，自Technoblade去世以来，已经筹集了约100万英镑用于提高人们对肉瘤的认识。Richard Davidson还借用Technoblade的例子，呼吁人们注意肉瘤的早期诊断，磕碰、肿块、骨痛及其变化的情况。

#### Minecraft官方反应
讣告公开后，《Minecraft》官方Twitter账户在Twitter上发文表示了哀悼。
2022年7月2日，Mojang在《Minecraft》Java版启动器背景图中添加了向Technoblade致敬的内容。修改后的启动器背景图片在原来的生物猪的头上添加了皇冠，这参考Technoblade在游戏中的《Minecraft》皮肤和频道形象。一个月后，为了宣传《Minecraft》的新更新，该图片被替换，致敬内容也随之删除。在玩家们提出建议后，Mojang在《Minecraft》标题屏幕上添加了新的闪烁标语——“Technoblade never dies！”。Mojang工作室在给《纽约时报》的一封电子邮件中写道，Technoblade“已成为了‘善源’的代名词”（"became synonymous with a source of good"）。
在2025年的电影《MINECRAFT麥塊電影》中，Technoblade以一只戴着皇冠的猪的形象出现，主角史蒂夫（傑克·布萊克饰演）将其称为 “传奇”。

#### YouTuber反应
讣告公开后，YouTuber如Dream和Dream SMP的其他成员在网上表达了对他的哀悼、支持和钦佩。2022年10月18日，Dream举办了一场直播，Technoblade的父亲参加了直播，两人讲述了有关Technoblade的轶事。直播在24小时内为美国肉瘤基金会筹集了47,087美元。
2023年6月23日，Dream发布了他的第四首歌曲Until I End Up Dead（直到我死去），以纪念Technoblade。他后来还发布了使用了歌曲直到我死去制作的另一个视频，也是为了纪念他。
2024年6月30日，即Technoblade去世消息公布兩年後，一段新视频被上传到Technoblade的 YouTube频道，开头附有TommyInnit的口述。该视频由Technoblade生前录制的《Minecraft》自然灾害实况的未公开素材以蒙太奇的方式剪辑而成。该视频在发布后几小时内就获得了近300万次观看。

## 外部連結
- 官方网站
- Technoblade的X（前Twitter）
- YouTube上的Technoblade頻道